# 아브자드

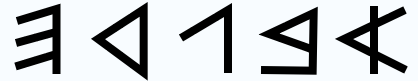
페니키아 자음 문자의 첫 다섯 글자 (오른쪽에서 왼쪽으로)

자음문자(子音文字, consonantary) 또는 아브자드(abjad)는 음소 문자로 구성된 문자 시스템의 하나로, 자음(子音)의 음소마다 한개의 문자(음소문자)를 갖는다. 각 기호가 일반적으로나 늘 닿소리를 표현하는 데 쓰인다. 통상 자음만을 문자로 표기하며, 모음을 표기 하지 않는 점에서, 알파벳과 같은 자모 문자와 구별된다. 아브자드는 모음의 음은 자음의 배치와 문장에서의 위치에 따른 음운론적인 암시 형태로 나타내며, 니쿠드(히브리 문자) 혹은 샤크르(아랍 문자)과 같은 모음 기호가 별도로 존재하나, 반드시 문서에서 표기해야 하는 규칙이 없다는 점에서 아부기다와도 구별된다.
'아브자드'는 '아부기다'와 더불어, 미국의 언어학자 피터 T 다니엘스가 제안한 용어이다.

## 어원
명칭 '아브자드'는 아랍 문자의 배열 순서 중 전통적인 배열 순서인 '아브자드 순'의 처음 네 문자인 알리프(ا, ʾ), 바(ب, b) , 짐(ج, j), 달(د, d)에서 유래하였다. 연속해서 읽을 때 편의상 모음을 부가하여 '아브자드'가 되었다.

## 기원
역사상 처음으로 널리 사용된 아브자드형 문자로 페니키아 문자들 들 수 있다. 같은 시기에 설형 문자와 이집트의 히에로글리프도 존재했으나, 이들 문자에 비해 페니키아 문자는 20여개 남짓 밖에 존재하지 않았다. 페니키아 문자는 페니키아의 해상무역 상인들에 의해 이후 널리 퍼지며, 이후 여러가지의 다른 모양의 문자 체계가 발생하였다. 이 가운데 중동 지역을 통해 널리 사용된 아람 문자는, 이후 히브리 문자와 나바테아 문자로 발전되었다. 시리아 문자는 아람 문자의 필기체 형태에서 발전된 문자이다. 나중에 발생한 아랍 문자는, 아람 문자 계열의 문자들의 영향을 간접적으로 받았다는 점까지는 드러나 있으나, 직접 조상에 해당하는 문자가 나바테아 문자인가 시리아 문자인가, 또는 어느 정도의 영향을 받았는가에 대해서는 여러 의견들이 존재한다.
한편, 페니키아 문자는, 모음이 추가된 그리스 문자를 거쳐, 현대 서양의 알파벳, 키릴 문자로도 변천하였다. 한편 아람 문자는 중동 지역을 거쳐 인도로 전파되며, 브라흐미 문자가 발생하였다. 브라흐미 문자는, 현재의 인도 및 동남 아시아의 여러 문자들의 조상이 되는 아부기다 문자이다.

## '비순수' 아브자드

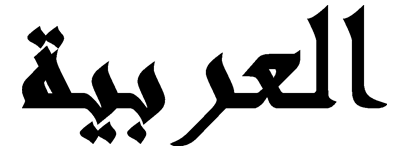
아랍 문자의 예. 자음 뿐만 아니라 모음 역할을 하는 문자도 포함되어 있다.

아브자드 중에 아랍 문자, 히브리 문자, 아람 문자, 아베스타 문자 등에는, 모음자로도 사용되는 문자（en:mater lectionis）들이 일부 포함되어 있으며, 모음 기호가 나중에 추가되었다. 예를 들어, 히브리 문자에서는 ה‏(h)、ו‏(w)、י‏(y) 등은 자음 표기 외에 모음 표기에도 사용되는 문자이다.
순수한 자음문자로는 고대의 페니키아 문자가 있다.

### 모음의 추가
기원전 9세기에, 그리스인은 페니키아 문자를 채용하여 자신들의 언어를 표기하는데 사용하기 시작하였다. 여기서 모음을 표기하지 않는 경우 동음이의어가 다수 발생하는 문제를 해결하기 위해, 문자에 일정 부분의 변경이 이루어졌다. 그리스어의 발음의 특성상, 인후음 표기에 쓰는 알레프, 헤, 헤트, 아인은 필요하지 않았다. 이들 문자에 모음의 음가를 부여하는 변경을 추가했다. 여기에 와우 및 요드도 모음 형태로 사용하게 되며, 역사상 최초의 (자모음이 전부 들어간) 알파벳인 그리스 문자가 탄생하였다.
한편, 페니키아 문자에서는 다른 흐름의 발전도 있었다. 즉 자음의 기본에, /a/ 등의 모음이 기본적으로 붙는 것으로 간주하고, 자음에 짧은 곡선을 붙여 모음이 변화됨을 나타내는 형태, 즉 아부기다이다. 기원전 3세기 경 아람 문자에서 브라흐미 문자가 발생하였으며, 기원전 5세기에서 기원후 5세기 사이에, 남아랍 문자에서 그으즈 문자가 발생하였다.

## 아브자드의 숫자 표기
아브자드 문자에 속하는 여러 문자들은, 그리스의 이오니아 식 숫자 표기법를 포함해 숫자와 대응이 되어 10진법이 탄생하기 전의 시대에 일상적으로 숫자 표기에 사용되기도 하였다. 히브리 성서의 숫자 표기, 현재의 항목 순서 표기에도 이 표기 방식이 남아 있다. 수비학에도 이 방식이 사용되었다.

## 다른 문자 체계
- 아부기다
- 알파벳
- 음절 문자
- 표어 문자
- 자질 문자

## 같이 보기
- 아랍 문자 숫자 표기법
- 게마트리아
- 속기 (아브자드 체계와 유사한 문자 체계가 존재함)

## 참조
1. ↑  
"Abjads / Consonant alphabets",
  Omniglot.com, 2009, quote: "Abjads, or consonant alphabets, represent consonants only, or consonants plus some vowels. Full vowel indication (vocalisation) can be added, usually by means of diacritics, but this is not usually done." Accessed 22 May 2009.
2. ↑  Daniels, Peter T., et al. eds. (1996). 《The World's Writing Systems》. Oxford. p.4쪽.